# خوخ خيمي
خوخ خيمي (الاسم العلمي:Prunus umbellata) هو نوع من النباتات يتبع جنس الخوخ من الفصيلة الوردية.